# Knäppare
Knäppare (Elateridae) är en familj i ordningen skalbaggar med omkring 7 000 arter. I jämförelse med den stora kroppen är extremiteterna små. Dessa skalbaggar äter huvudsakligen blommor och blad men förstörelsen är liten och fullt utbildade skalbaggar räknas inte som skadedjur.
Larverna kan bli upp till 20–30 millimeter långa. De är huvudsakligen växtätare. En del av dem lever av murket trä, andra av rötter. Som regel trivs de bäst i gräsvallar, men de kan även angripa stråsäd och potatis som växer på jord som intill de senaste 2–3 åren varit gräsvall. Angripen potatis smakar illa och börjar snabbt ruttna.
Knäpparnas larver livnär sig av växternas rötter. I större antal orsakar vissa larver, till exempel av Agrypnus murinus, skador i trädskolor. Larverna äter till och med färskt utsäde eller ekollon.

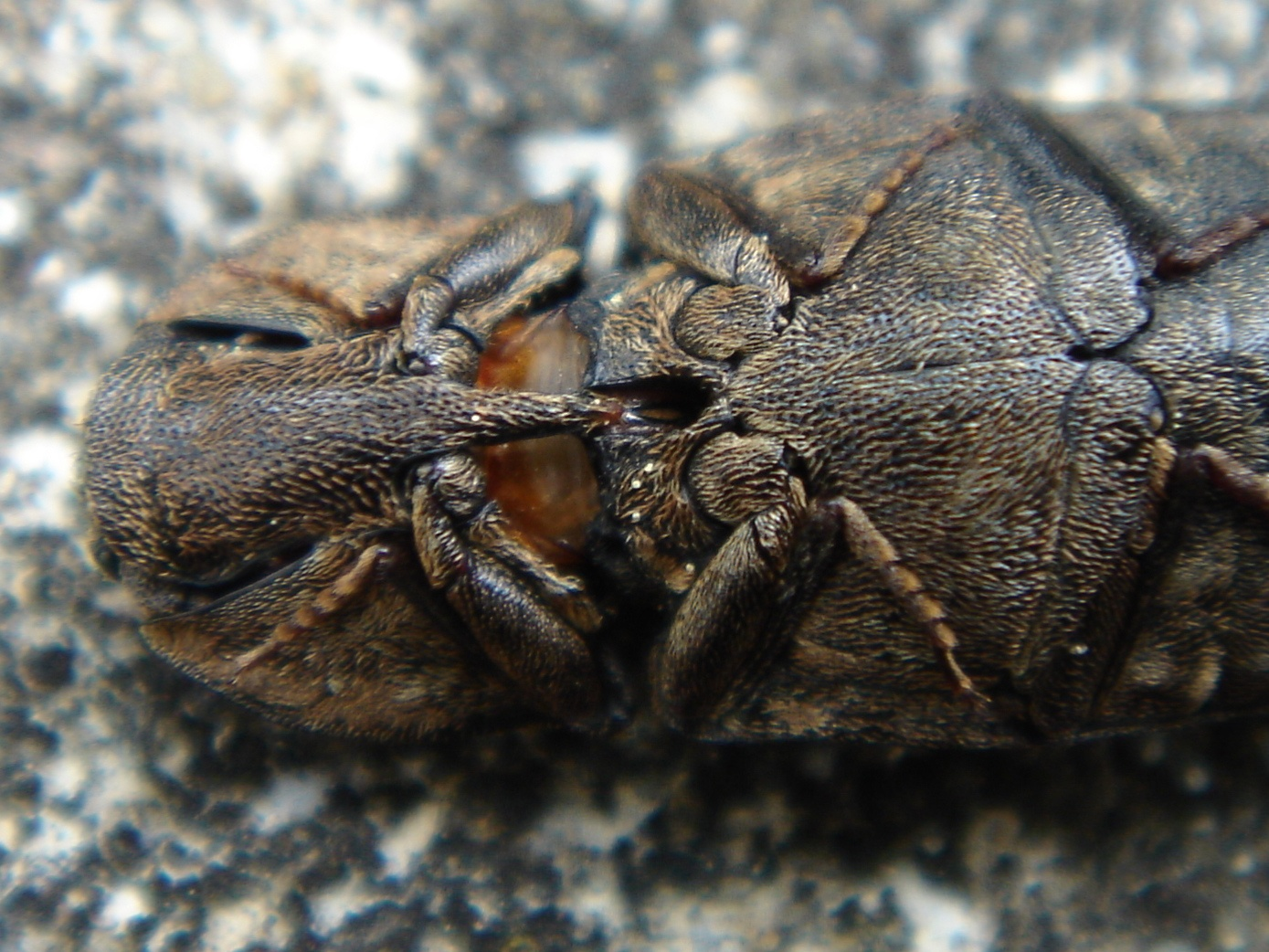
Knäppare på rygg med synligt utskott

Hithörande arter har en långsmal kroppsform och trådlika, på ena sidan sågade eller kamtandade antenner. Bakhörnen av främre bröstsegmentet är vanligen utdragna i en kort spets. För familjen särskilt utmärkande är ett bakåtriktat utskott på frambröstet, som kan inpassas i en grop på mellanbröstet. Då dessa skalbaggar läggs på ryggen, böjer de främre bröstsegmentet bakåt, så att nämnda utskott med sin spets vilar på gropens kant. Med ytterligare muskelspänning glider spetsen plötsligt med ett knäppande ljud från kanten och in i gropen. På så sätt slungas skalbaggen liksom av en fjäder i höjden och kan så komma ned på fötterna igen. Av detta har de fått namnen knäppare, knäppbaggar, hoppbaggar eller sprättkusar (Norrland). 
Larverna är gulaktiga, långsmalt cylindriska, hårda och utrustade med sex korta ben.